# Čazma
Čazma (ungerska: Csázma) är en stad i Kroatien. Staden har 2 878 och kommunen 8 895 invånare (2001). Čazma ligger i Bjelovar-Bilogoras län, 60 km sydöst om huvudstaden Zagreb.

## Orter i kommunen
Čazma utgör huvudorten i kommunen med samma namn. I kommunen finns förutom Čazma följande 35 orter: Andigola, Bojana, Bosiljevo, Cerina, Dapci, Dereza, Donji Draganec, Donji Dragičevci, Donji Lipovčani, Donji Miklouš, Gornji Draganec, Gornji Dragičevci, Gornji Lipovčani, Gornji Miklouš, Grabik, Grabovnica, Komuševac, Marčani, Martinac, Milaševac, Novo Selo, Općevac, Palančani, Pavličani, Pobjenik, Pobrđani, Prnjarovac, Prokljuvani, Sišćani, Sovari, Suhaja, Vagovina, Vrtlinska, Vučani och Zdenčec.

## Historia
Čazma omnämns redan 1094 i ett dokument relaterat till grundandet av Zagrebs stift. Detta dokument gör gällande att Čazma är egendom som tillhör Zagrebs biskop.
1226 är det årtal som förknippas med stadens grundande. Då lät nämligen Zagrebs biskop Stjepan II Babonić etablera en församling i Čazma och flera katolska ordnar, däribland Johanniterorden, bjöds in att verka i staden. 1229 lät Dominikanorden uppföra ett kloster och en skola i Čazma.
1552 intogs staden av osmanerna som behöll kontrollen över staden i 54 år. 1606 befriades Čazma av den kroatiska banen Tamás Erdődy och staden inlemmades åter i habsburgska rikets domäner.

## Kända personligheter från Čazma
- Ivan Česmički (1434-1472), diktare